# Clavius (månkrater)
För andra betydelser, se Clavius.
Clavius är en krater och bergsformation på månen. Det är en av de största på månen och den näst största på den synliga sidan. Kratern namngavs efter jesuitprästen Christopher Clavius.

## Satellitkratrar
| Clavius | Latitud | Longitud | Diameter |
| ------- | ------- | -------- | -------- |
| C       | 57.7° S | 14.2° V  | 21 km    |
| D       | 58.8° S | 12.4° V  | 28 km    |
| E       | 51.5° S | 12.6° V  | 16 km    |
| F       | 55.4° S | 21.9° V  | 7 km     |
| G       | 52.0° S | 13.9° V  | 17 km    |
| H       | 51.9° S | 15.8° V  | 34 km    |
| J       | 58.1° S | 18.1° V  | 12 km    |
| K       | 60.4° S | 19.8° V  | 20 km    |
| L       | 58.7° S | 21.2° V  | 24 km    |
| M       | 54.8° S | 11.9° V  | 44 km    |
| N       | 57.5° S | 16.5° V  | 13 km    |
| O       | 56.8° S | 16.4° V  | 4 km     |
| P       | 57.0° S | 7.7° V   | 10 km    |
| R       | 53.1° S | 15.4° V  | 7 km     |
| T       | 60.4° S | 14.9° V  | 9 km     |
| W       | 55.8° S | 16.0° V  | 6 km     |
| X       | 60.0° S | 17.6° V  | 7 km     |
| Y       | 57.8° S | 16.0° V  | 7 km     |

## Clavius i fiktion
Kratern är platsen för en påhittad månbas i romanen (och filmatiseringen därav) 2001 – En rymdodyssé.